# Torre-serona
Torre-serona – gmina w Hiszpanii, w prowincji Lleida, w Katalonii, o powierzchni 5,81 km². W 2011 roku gmina liczyła 356 mieszkańców.